# غريس هاتشينز
غريس هاتشينز (بالإنجليزية: Grace Hutchins)‏ هي كاتِبة أمريكية، ولدت في 19 أغسطس 1885 في بوسطن في الولايات المتحدة، وتوفيت في 15 يوليو 1969 في نيويورك في الولايات المتحدة.